# Goar

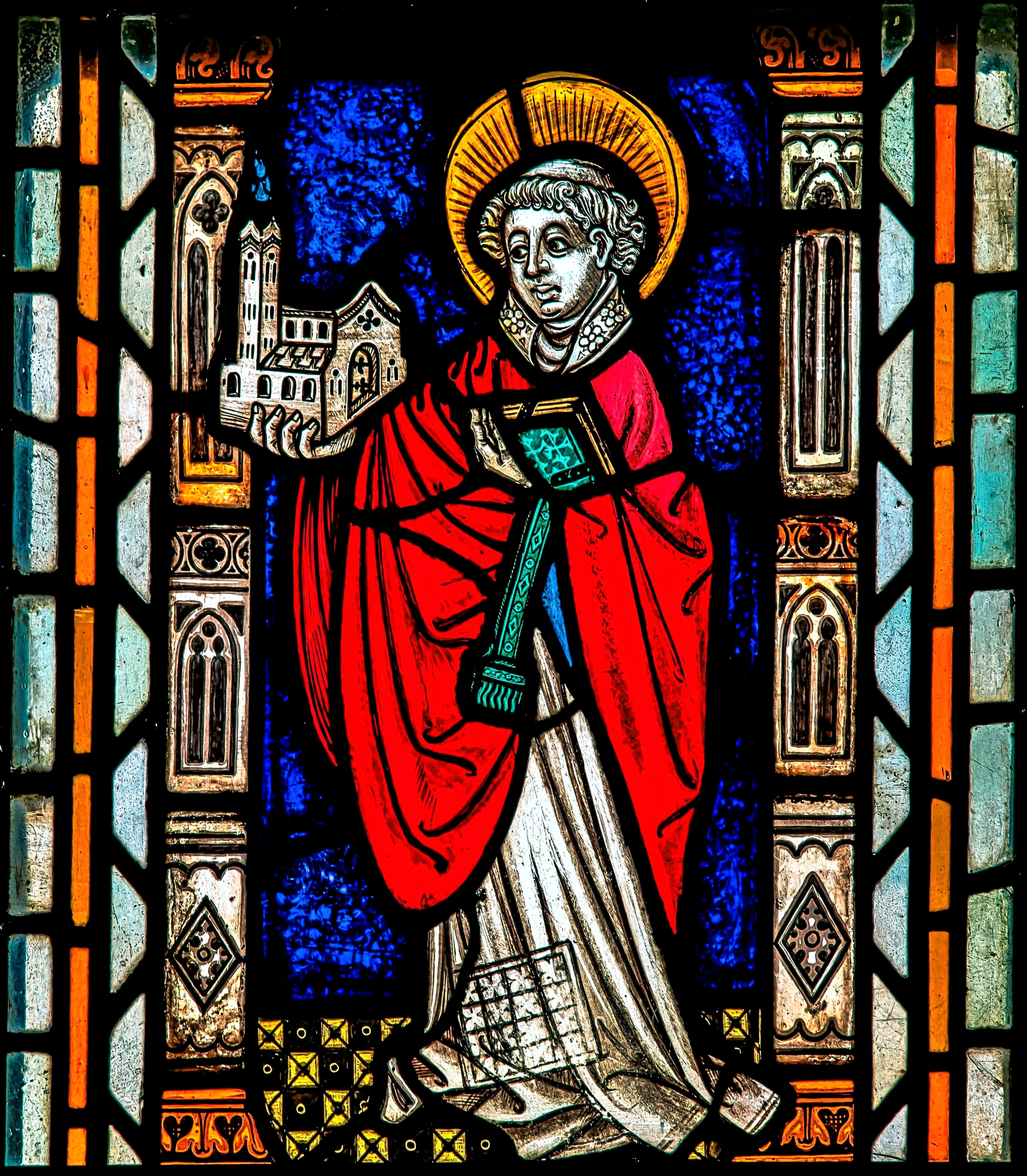
St. Goar, Glasmalerei um 1460, Stiftskirche zu St. Goar

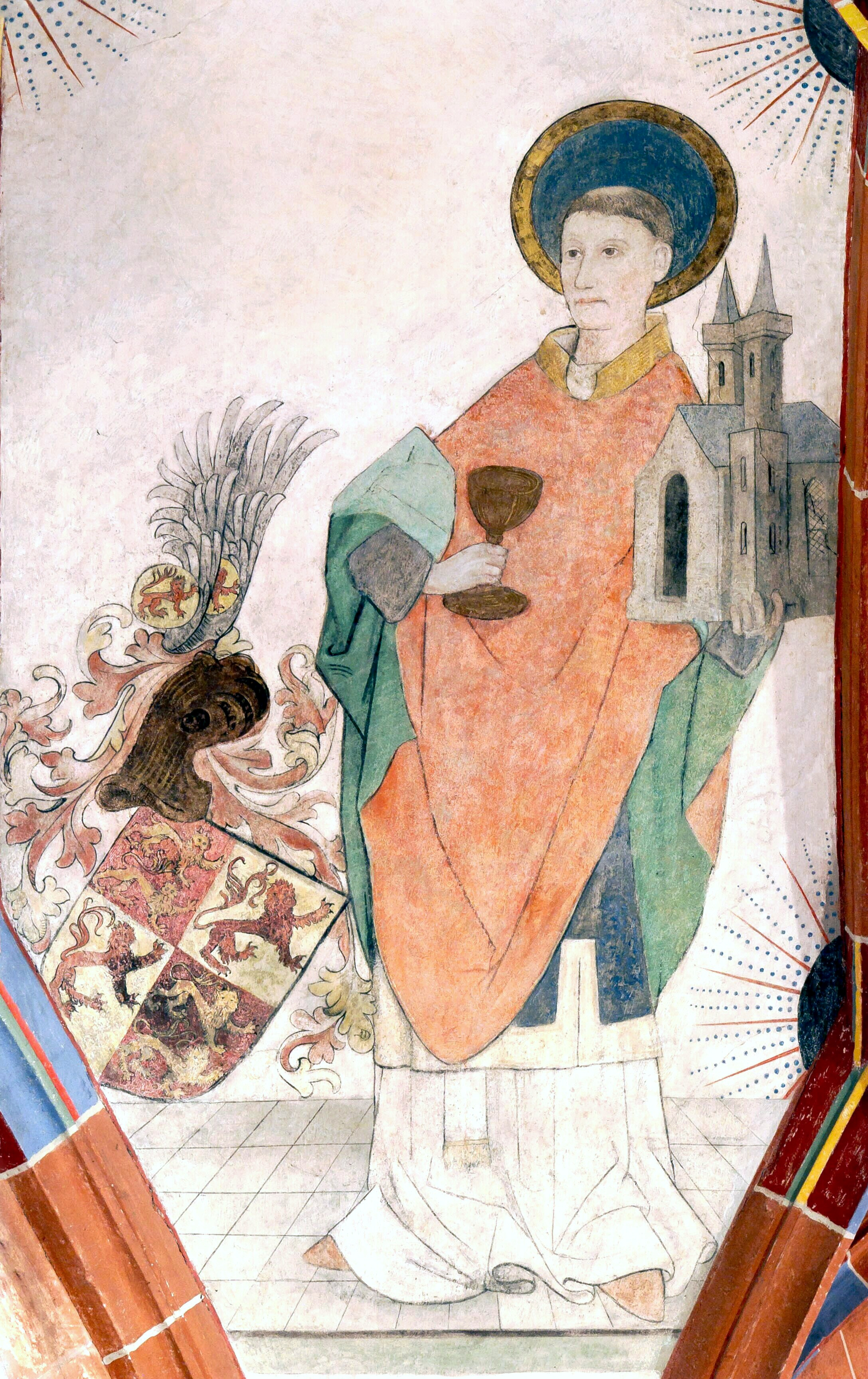
St. Goar, Fresko um 1450, Stiftskirche zu St. Goar

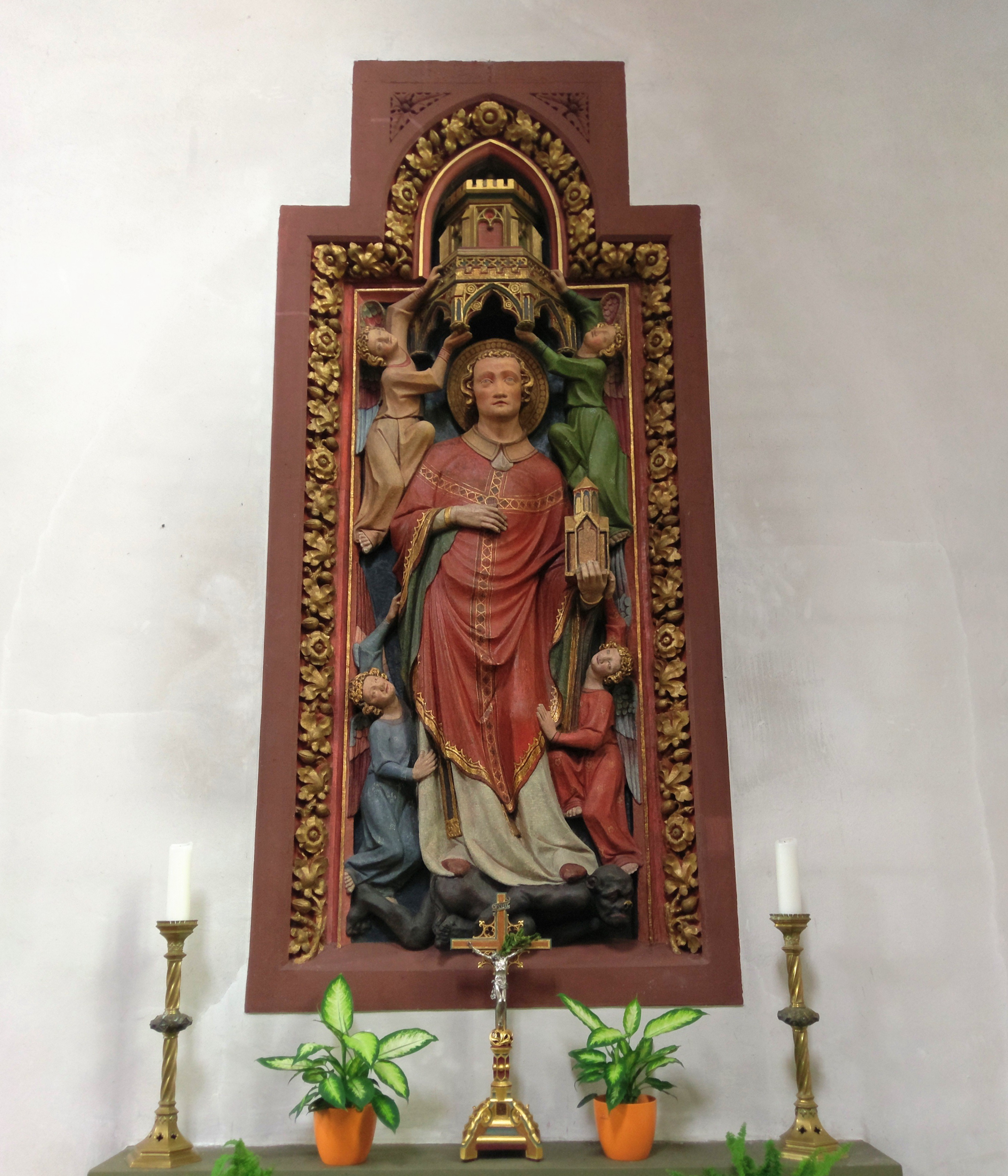
Tumbaplatte Goars um 1340, Katholische Kirche St. Goar und St. Elisabeth zu Sankt Goar

Goar (* um 495; † 575) war ein Priester aus Aquitanien, der sich am Rhein an der Stelle der späteren Stadt Sankt Goar niederließ und dort als Missionar tätig wurde.

## Leben und Wirken
Über das Leben des Heiligen ist wenig bekannt. Neben der beständigen Tradition in St. Goar, dem Ort seines Wirkens, wird in einer Vita des Prümer Mönches  Wandalbert († um 870) Näheres über ihn berichtet. Diese Vita beruft sich wiederum auf eine ältere Quelle.
Demnach kam der Priester Goar aus Aquitanien im Südwesten Frankreichs und war das Kind eines Georgius und einer Valeria.
Zu Anfang der Regierung von König Childebert I. zog Goar aus seiner Heimat in das Herrschaftsgebiet von König Theuderich I. In der Diözese Trier gestattete ihm 511 Erzbischof Fibicius sich am linken Ufer des Mittelrheins im Bereich des heutigen Ortes St. Goar niederzulassen, um als Missionar zu wirken. Nach Wandalberts Vita errichtete er eine kleine Kirche, in der er zahlreiche Reliquien niederlegte, predigte der großteils heidnischen Bevölkerung den christlichen Glauben und führte ein frommes Leben des Gebetes und der Askese. Besonders wurde seine Güte und Freundlichkeit gerühmt.
Goar lebte und starb als Eremit im Rufe der Heiligkeit. Nach seinem Tod (575) avancierten sein Grab und seine ehemalige Zelle zu einer Wallfahrtsstätte; die Örtlichkeit wurde nach ihm benannt. Es entwickelte sich dort eine Klerikergemeinschaft, deren Anfänge möglicherweise noch auf ihn selbst zurückgehen.

## Verehrung und  Wallfahrt
Bereits 765 verlieh König Pippin die „Zelle des Goar“ dem Prümer Abt Assuer zur persönlichen Nutzung auf Lebenszeit. Pippins Sohn Karl der Große wandelte um 782 die persönliche Schenkung seines Vaters in eine Schenkung an die Abtei Prüm um. Hierbei werden an der Zelle des hl. Goar sechs ansässige Kleriker genannt. Ab diesem Zeitpunkt sorgte das Stift Prüm für den seelsorgerischen und gottesdienstlichen Dienst. Auch die Wallfahrt zum hl. Goar förderte das Stift nachhaltig, weshalb der dortige Kleriker Wandalbert von Prüm über St. Goar nachforschte und um 850 dessen Vita verfasste. Abt Assuer veranlasste mit großer Tatkraft die Errichtung einer neuen Kirche, die spätestens 781 geweiht wurde. St. Goar entwickelte sich zu einem der drei Hauptsitze des Prümer Abts. Im 11. Jahrhundert handelte es sich um ein Kollegiatstift mit zwölf Kanonikern und neun Vikarien. An der Spitze des Kollegiums stand der Dekan. Um 1100 wurde die heutige Stiftskirche St. Goar mit dreischiffiger Krypta errichtet, die Chortürme und der heutige Chor stammen aus der Mitte des 13. Jahrhunderts. Ab 1444 erfolgte der Anbau des jetzigen Langhauses und die Kirche wurde unter Graf Philipp I. von Katzenelnbogen (reg. 1444–1479) prächtig ausgeziert, u. a. mit Fresken und figürlichen Buntglasfenstern.
Schon 1449 hatte der Prümer Abt Johann dem Grafen Philipp von Katzenelnbogen die Rechte am Stift St. Goar verkauft. Seither gehörte es geographisch zum Herrschaftsgebiet der Grafen von Katzenelnbogen und fiel 1479 durch Erbfolge an die Landgrafen von Hessen.
Landgraf Philipp I. von Hessen führte in seinem Territorium die Reformation ein und hob das Stift St. Goar 1527 auf. Der erste evangelische Gottesdienst wurde am 1. Januar 1528 in der Stiftskirche St. Goar gehalten, der katholische Kult und die Wallfahrten verboten, das Grab des Heiligen beseitigt und die Stiftsherren vertrieben. Philipps Urenkel Landgraf Ernst I. von Hessen-Rheinfels-Rotenburg konvertierte 1652 zum Katholizismus, wodurch die Verehrung des hl. Goar wieder aufleben konnte. Zunächst übergab er die Krypta der Stiftskirche an die Katholiken zur Nutzung. Bald darauf ließ er die neue katholische Kirche St. Goar und St. Elisabeth erbauen. Sie wurde 1660 geweiht und man übertrug dorthin auch die kunstvolle Tumbaplatte vom Grab des hl. Goar, die heute in der katholischen Kirche über dem rechten Seitenaltar eingebaut ist. Die historische Stiftskirche blieb im Besitz der protestantischen Gemeinde. Die größte, nach der Reformation noch erhaltene Reliquie des hl. Goar ist eine Armreliquie, die sich in der St. Castor Basilika zu Koblenz befindet.
Auch St. Castor war als Eremit aus Aquitanien ins Bistum Trier gekommen; es ist nicht auszuschließen, dass Goar durch sein Vorbild hierher gelangte.

## Legenden und Volksglaube
Seine Gastfreundschaft, besonders gegenüber den Rheinschiffern, war der Legende nach so groß, dass er sich dafür vor dem Bischof von Trier verantworten musste, aber Gnade fand, als er Hut und Mantel an einem Sonnenstrahl aufhängte. Viele Wundergeschichten sind ähnlich originell: Goar soll den Teufel getreten haben, der ihn schwer verleumdete. Er habe auch bewirkt, dass kein Wein aus dem offenen Spundloch eines Fasses herauslief, habe zwei Priester, die dem Hungertod nahe waren, mit der Milch von drei herbeigerufenen Hirschkühen gerettet und ein Schiff vor dem Untergang bewahrt. Von der Mosel sei er wunderbarer Weise, ohne Ruder einzusetzen, den Rhein flussaufwärts bis nach Sankt Goar gefahren.
Die meisten Wundergeschichten ranken sich um die sprichwörtliche Freundlichkeit des Heiligen oder um seine Hilfe für die Schiffer und Reisenden. Seine Gastlichkeit ließ ihn zum Patron der Töpfer, Ziegler und Gastwirte werden. Aus seiner süd-französischen Heimat habe er überdies Reben an den Rhein gebracht, weshalb er auch als Winzerpatron angerufen wird.
Fastrada, die vierte Ehefrau Karls des Großen, soll am Grab des hl. Goar von Zahnschmerzen erlöst worden sein.
Die Attribute von St. Goar sind: Hirschkuh, Schlange (Teufel) oder Töpfe. Er wird traditionell angerufen als Patron der Töpfer, Ziegler, Winzer, Gastwirte und Schiffer, sowie gegen Verleumdung und für einen ehrlichen Namen.
Sein katholischer Gedenktag ist laut dem Martyrologium Romanum der 6. Juli. Dort heißt es: „Am Ufer des Rheins: der heilige Priester Goar aus Aquitanien. Vom Bischof von Trier gefördert, errichtete er ein Hospiz und ein Oratorium, um Pilger aufzunehmen und ihnen für ihr Seelenheil Rat zu erteilen.“ Im Bistum Limburg wird das Fest am 9. Juli gefeiert, im Bistum Trier laut dem Direktorium des Bistums Trier ebenso am 6. Juli.
Im schweizerischen Muri gibt es eine Kirche, die den hl. Goar zum Patron hat.